# ウルリヒ・クリッシュ
ウルリヒ・クリッシュ（ドイツ語: Ulrich Kulisch、1933年 - ）はドイツの数学者。専門は数値解析であり、区間演算の実装などを行っている。

## 経歴
Freisingにある高校を卒業した後、ルートヴィヒ・マクシミリアン大学ミュンヘンとミュンヘン工科大学で数学を学び、1961年にJosef Heinholdの指導の下で学位を取得した。学位取得後、1964年から1966年にかけてルートヴィヒ・マクシミリアン大学ミュンヘンで教鞭をとり、1966年からカールスルーエ工科大学応用数理学科でディレクターと教授を兼任している。
研究者だった間、クリッシュは海外でのサバティカル休暇をいくつも経験した。彼は1969/1970年には Ramon E. Mooreの下でウィスコンシン大学マディソン校の数学研究センターに滞在し、1972/1973年と1978/1979年にはIBMのトーマス・J・ワトソン研究所で Willard L. Miranker (1932–2011)と共に研究したほか、1998年と1999/2000年には筑波大学に滞在した。
クリッシュは1960年代のドイツにおける区間演算の先駆者であり、Karl NickelとFritz Krückebergと共に分野の創成を手助けした。彼のコンピュータによる区間演算の実装は1960年代にAlgolを使って始められた。クリッシュは Nixdorf コンピュータ (Pascal-XSC など), IBM (Acrithと Acrith-XSC) and Siemens (プログラムパッケージ Arithmos)などを含む自動的結果証明を伴うソフトウェアを開発した。カールスルーエ工科大学ではC-XSCと付随するライブラリを開発した。1993/1994年にはXPA3233のハードウェア実装に携わった。
彼はGesellschaft für Angewandte Mathematik und Mechanik (GAMM)コンピュータ数学及び科学計算委員会とIMACS（数学及びコンピュータシミュレーション国際学会）強化コンピュータ計算技術委員会の座長を務め、1979年度の情報処理国際連合ワーキンググループ2.5（数値ソフトウェア）のドイツ代表メンバー（1980年以降からメンバーになっている）を務めている。区間演算のためのIEEE規格委員会P1788にも携わっている。
1975－1988年にはJahrbuchs Überblicke Mathematikの編集者を務めた。

## 著書
- W. L. Miranker (editor)と共著: A New Approach to Scientific Computation, Academic Press, New York, 1983.
- W. L. Mirankerと共著: "The arithmetic of the digital computer: a new approach", SIAM Rev. 28 (1986) 1–40.
- H.J. Stetter (editor)と共著, "Scientific Computation with Automatic Result Verification", Computing Supplementum, volume 6, Springer, Wien, 1988.
- W. L. Mirankerと共著: Computer Arithmetic in Theory and Practice, Academic Press 1981.
- R. Hammer, M. Hocks, D. Ratzと共著: C++ Toolbox for Verified Computing, Springer 1995.
- Advanced Arithmetic for the Digital Computer – Design of Arithmetic Units, Springer-Verlag 2002.
- Computer Arithmetic and Validity – Theory, Implementation, and Applications, de Gruyter 2008, 2nd edition, 2013.